# Jorge Mesopotamita
Jorge Mesopotamita (em grego: Γιώργος Μεσοποταμιτης; romaniz.: George Mesopotamitēs) foi um oficial bizantino, membro da família Mesopotamita, que exerceu a função de duque de Filipópolis, que segundo Michael F. Hendy equivaleria a duque da Macedônia, entre 1092-1095. Sabe-se pela A Alexíada de Ana Comnena, que Jorge Mesopotamita havia recebido ordens de manter Gregório Gabras, o filho do oficial Teodoro Gabras, preso na cidadela de Filipópolis Gregório Gabras depois que este teria sido preso em meio a uma tentativa de fuga da capital imperial, Constantinopla.